# Yi Zuolin
Yi Zuolin (pinyin: Yì Zuòlín, chino: 易作霖 (Nantong, Jiangsu, 19 de julio de 1897 ; Rugao, Jiangsu, 29 de marzo de 1945), nombre de la cortesía Yi Chien-lou (pinyin: Yì Jiànlóu, chino: 易劍樓), fue un lingüista, educador y filántropo chino. 
Hizo importantes contribuciones a los estudios de la fonética, la fonología y la gramática del chino moderno. Fue maestro y director durante muchos años y luego inspector de la escuela en la provincia de Jiangsu. Dedicó gran parte de su vida a ayudar a niños pobres aprender, incluso bajo la ocupación japonesa. Murió antes de finales de la Segunda Guerra Mundial. 
Sus principales publicaciones son Conferencias sobre fonética china (chino: 國音學講義), publicado en 1920, y Cuatro conferencias sobre gramática china (chino: 國語文法四講), publicado en 1924.